# Port lotniczy Aguascalientes
Port lotniczy Aguascalientes (IATA: AGU, ICAO: MMAS) – port lotniczy położony 24 km na południe od Aguascalientes, w stanie Aguascalientes, w Meksyku.